# Comuna Trosteaneț, Kiverți
Trosteaneț (în ucraineană Тростянець) este o comună în raionul Kiverți, regiunea Volînia, Ucraina, formată din satele Hopniv, Iaromel, Lîcikî, Ostriv și Trosteaneț (reședința).

## Demografie
Componența lingvistică a satului Trosteaneț
     Ucraineană (99,17%)
     Alte limbi (0,78%)
Conform recensământului din 2001, majoritatea populației satului Trosteaneț era vorbitoare de ucraineană (99,17%), existând în minoritate și vorbitori de alte limbi.